# Vanwall
Vanwall var en brittisk formelbiltillverkare med ett formel 1-stall som tävlade under 1950-talet. Vanwell vann det första konstruktörsmästerskapet 1958. En förare som är starkt förknippad med Vanwall är Stirling Moss.

## Historik

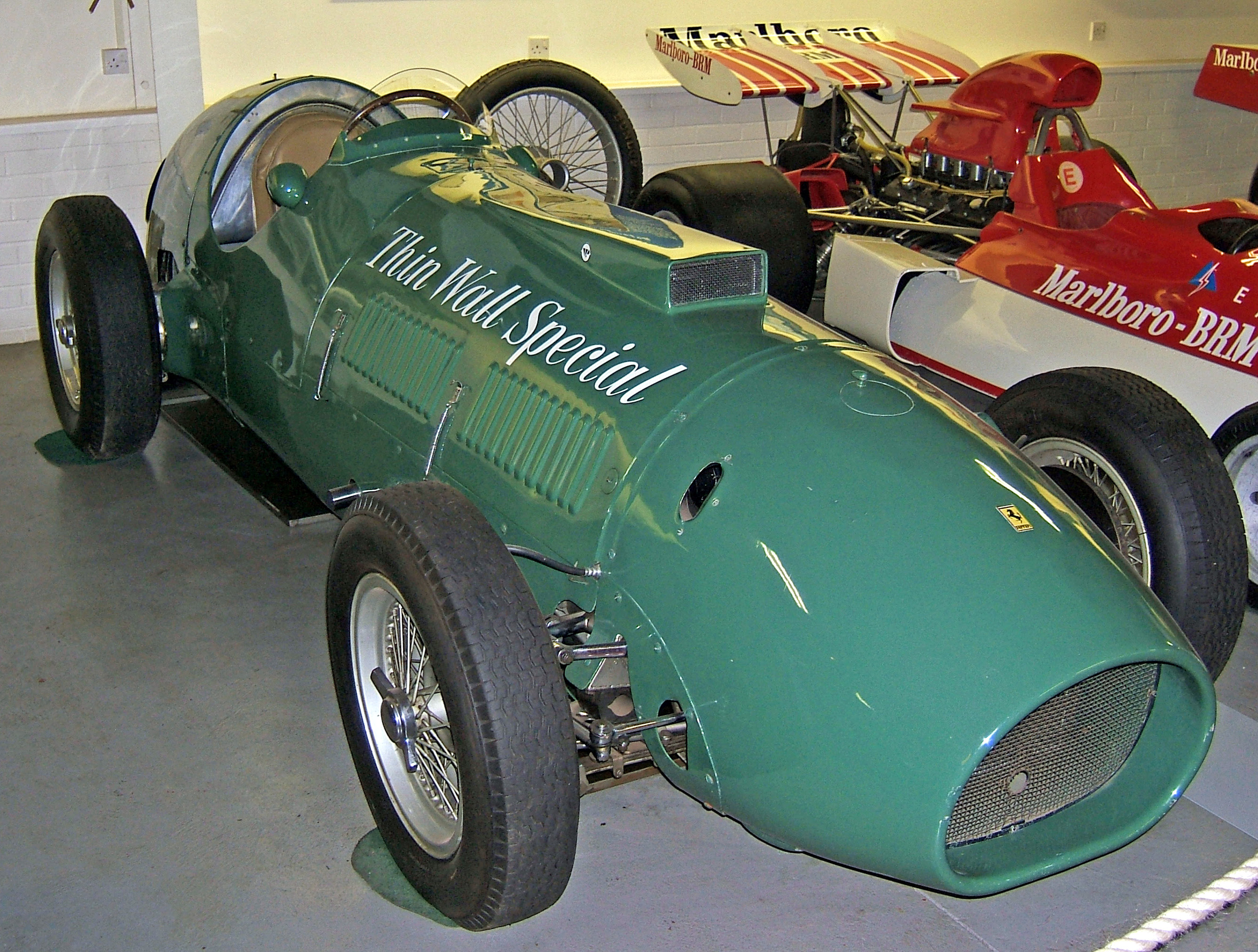
Ferrari 375 Thinwall Special från början av 1950-talet.

Stallet grundades av den brittiske multimiljonären Tony Vandervell säsongen 1951. Vanwall började i mitten på 1950-talet tillverka bilar, motorer och lager till motorer.  
Vanwall vann sex av de nio loppen i formel 1-VM 1958 och vann därmed också det första konstruktörsmästerskapet.

## F1-säsonger
| Säsong | Tävlingsnamn                        | Bil                          | Motor           | Däck | Poäng | VM-plac. | Förare 1        | Förare 2           | Övriga förare                                                         |
| ------ | ----------------------------------- | ---------------------------- | --------------- | ---- | ----- | -------- | --------------- | ------------------ | --------------------------------------------------------------------- |
| 1951   | G.A. Vandervell                     | Ferrari 375 Thinwall Special | Ferrari 4.5 V12 | P    | 0     | (2:a)    | Peter Whitehead |                    | Reg Parnell                                                           |
| 1954   | G.A. Vandervell Vandervell Products | Vanwall Special              | Vanwall 2.3 L4  | -    | 0     | -        | Peter Collins   |                    |                                                                       |
| 1955   | Vandervell Products                 | Vanwall 55                   | Vanwall 2.5 L4  | P    | 0     | -        | Harry Schell    | Ken Wharton        | Mike Hawthorn                                                         |
| 1956   | Vandervell Products                 | Vanwall 56                   | Vanwall 2.5 L4  | -    | 3     | 4:a      | Piero Taruffi   | Harry Schell       | Colin Chapman José Froilán González Mike Hawthorn Maurice Trintignant |
| 1957   | Vandervell Products                 | Vanwall 57                   | Vanwall 2.5 L4  | P    | 32    | 2:a      | Stirling Moss   | Stuart Lewis-Evans | Tony Brooks Roy Salvadori                                             |
| 1958   | Vandervell Products                 | Vanwall 57                   | Vanwall 2.5 L4  | D    | 48    | 1:a      | Stirling Moss   | Tony Brooks        | Stuart Lewis-Evans                                                    |
| 1959   | Vandervell Products                 | Vanwall 59                   | Vanwall 2.5 L4  | D    | 0     | -        | Tony Brooks     |                    |                                                                       |
| 1960   | Vandervell Products                 | Vanwall VW11                 | Vanwall 2.5 L4  | -    | 0     | -        | Tony Brooks     |                    |                                                                       |

| 1. Storbritannien 1957 2. Italien 1957 3. Italien 1957 4. Nederländerna 1958 5. Belgien 1958 6. Tyskland 1958 7. Portugal 1958 8. Italien 1958 9. Marocko 1958 |

| 1. Storbritannien 1957 2. Italien 1957 3. Monaco 1958 4. Nederländerna 1958 5. Storbritannien 1958 6. Portugal 1958 7. Italien 1958 |

| 1. Storbritannien 1957 2. Italien 1957 3. Italien 1957 4. Nederländerna 1958 5. Tyskland 1958 6. Marocko 1958 |